# Kvalspelet till europamästerskapet i volleyboll för damer 1997
Kvalspelet till europamästerskapet i volleyboll för damer 1997 spelades 9 juni 1996 till 9 juli 1997. I kvalet deltog 19 landslag från CEV:s medlemsförbund. Av dessa kvalificerade sig 7 för mästerskapet. Sedan tidigare var värden för EM (Tjeckien) kvalificerade, liksom de fyra bästa lagen från EM 1995 (Nederländerna, Kroatien, Ryssland och Tyskland).
Kvalet började med ett gruppspel om fem grupper. Där alla lag mötte alla andra lag både hemma och borta. Det första laget i varje grupp var kvalificerat för EM, medan tvåorna gick vidare till ett nytt gruppspel som hölls i Slovakien och där lagen bara möttes en gång. De fyra bästa i gruppspelet möte sedan varandra i semifinaler och final/match om tredjepris. Vinnarna av semifinalerna var kvalificerade för EM.

## Första rundan[2]

### Grupp A
| Pos. | Landslag  | Matcher | Matcher | Matcher | Set | Set | Bollpoäng | Bollpoäng | +/−  | Poäng |
| Pos. | Landslag  | S       | V       | F       | V   | F   | V         | F         | +/−  | Poäng |
| ---- | --------- | ------- | ------- | ------- | --- | --- | --------- | --------- | ---- | ----- |
| 1.   | Bulgarien | 4       | 4       | 0       | 12  | 1   | 190       | 60        | +130 | 8     |
| 2.   | Österrike | 4       | 2       | 2       | 7   | 6   | 122       | 164       | −42  | 6     |
| 3.   | Belgien   | 4       | 0       | 4       | 0   | 12  | 96        | 184       | −88  | 4     |

### Grupp B
| Pos. | Landslag | Matcher | Matcher | Matcher | Set | Set | Bollpoäng | Bollpoäng | +/−  | Poäng |
| Pos. | Landslag | S       | V       | F       | V   | F   | V         | F         | +/−  | Poäng |
| ---- | -------- | ------- | ------- | ------- | --- | --- | --------- | --------- | ---- | ----- |
| 1.   | Italien  | 4       | 3       | 1       | 11  | 3   | 194       | 130       | +64  | 7     |
| 2.   | Turkiet  | 4       | 3       | 1       | 9   | 5   | 180       | 140       | +40  | 7     |
| 3.   | Israel   | 4       | 0       | 4       | 0   | 12  | 76        | 180       | −104 | 4     |

### Grupp C
| Pos. | Landslag | Matcher | Matcher | Matcher | Set | Set | Bollpoäng | Bollpoäng | +/−  | Poäng |
| Pos. | Landslag | S       | V       | F       | V   | F   | V         | F         | +/−  | Poäng |
| ---- | -------- | ------- | ------- | ------- | --- | --- | --------- | --------- | ---- | ----- |
| 1.   | Ukraina  | 6       | 6       | 0       | 18  | 3   | 303       | 190       | +113 | 12    |
| 2.   | Lettland | 6       | 3       | 3       | 13  | 10  | 275       | 259       | +16  | 9     |
| 3.   | Grekland | 6       | 3       | 3       | 10  | 11  | 236       | 237       | −1   | 9     |
| 4.   | Spanien  | 6       | 0       | 3       | 1   | 18  | 155       | 283       | −128 | 6     |

### Grupp D
| Pos. | Landslag               | Matcher | Matcher | Matcher | Set | Set | Bollpoäng | Bollpoäng | +/−  | Poäng |
| Pos. | Landslag               | S       | V       | F       | V   | F   | V         | F         | +/−  | Poäng |
| ---- | ---------------------- | ------- | ------- | ------- | --- | --- | --------- | --------- | ---- | ----- |
| 1.   | Belarus                | 6       | 5       | 1       | 15  | 6   | 274       | 226       | +48  | 11    |
| 2.   | Rumänien               | 6       | 4       | 2       | 14  | 9   | 295       | 240       | +55  | 10    |
| 3.   | Frankrike              | 6       | 3       | 3       | 12  | 11  | 291       | 277       | +14  | 9     |
| 4.   | Serbien och Montenegro | 6       | 0       | 6       | 3   | 18  | 182       | 299       | −117 | 6     |

### Grupp E
| Pos. | Landslag | Matcher | Matcher | Matcher | Set | Set | Bollpoäng | Bollpoäng | +/−  | Poäng |
| Pos. | Landslag | S       | V       | F       | V   | F   | V         | F         | +/−  | Poäng |
| ---- | -------- | ------- | ------- | ------- | --- | --- | --------- | --------- | ---- | ----- |
| 1.   | Polen    | 6       | 6       | 0       | 18  | 1   | 281       | 116       | +165 | 12    |
| 2.   | Schweiz  | 6       | 4       | 2       | 12  | 9   | 232       | 240       | −8   | 10    |
| 3.   | Portugal | 6       | 2       | 4       | 8   | 15  | 236       | 297       | −61  | 8     |
| 4.   | Finland  | 6       | 0       | 6       | 5   | 18  | 229       | 325       | −96  | 6     |

## Andra rundan[3]
Spelplats:  Nitra, Slovakien
| Pos. | Landslag  | Matcher | Matcher | Matcher | Set | Set | Bollpoäng | Bollpoäng | +/−  | Poäng |
| Pos. | Landslag  | S       | V       | F       | V   | F   | V         | F         | +/−  | Poäng |
| ---- | --------- | ------- | ------- | ------- | --- | --- | --------- | --------- | ---- | ----- |
| 1.   | Lettland  | 5       | 5       | 0       | 15  | 6   | 287       | 192       | +95  | 10    |
| 2.   | Rumänien  | 5       | 3       | 2       | 12  | 8   | 254       | 211       | +43  | 8     |
| 3.   | Turkiet   | 5       | 3       | 2       | 12  | 8   | 255       | 214       | +41  | 8     |
| 4.   | Slovakien | 5       | 2       | 3       | 10  | 10  | 246       | 224       | +22  | 7     |
| 5.   | Schweiz   | 5       | 2       | 3       | 8   | 10  | 201       | 234       | −33  | 7     |
| 6.   | Österrike | 5       | 0       | 5       | 0   | 15  | 57        | 225       | −168 | 5     |

| Semifinal           |          |       |           |         |         |         |         |  |         |
| 8 juli              | Lettland | 3 - 0 | Slovakien | 15 - 5  | 15 - 9  | 15 - 5  |         |  | 45 - 19 |
| 8 juli              | Rumänien | 3 - 1 | Turkiet   | 15 - 13 | 6 - 15  | 16 - 14 | 15 - 8  |  | 52 - 50 |
| Match om tredjepris |          |       |           |         |         |         |         |  |         |
| 9 juli              | Turkiet  | 1 - 3 | Slovakien | 4 - 15  | 13 - 15 | 15 - 8  | 14 - 16 |  | 46 - 54 |
| Final               |          |       |           |         |         |         |         |  |         |
| 9 juli              | Lettland | 0 - 3 | Rumänien  | 12 - 15 | 4 - 15  | 6 - 15  |         |  | 22 - 45 |